# BMW i3
A BMW i3 (modellkód: i01) a BMW elsősorban városi használatra tervezett akkumulátoros elektromos autótípusa, melyet 2013-tól 2022-ig gyártottak. A modellből hibrid, un. Rex (hatótávolság-növelő benzines generátorral épített, ami hajtásban nem vesz részt, csak az akkut tölti) változatot is gyártottak.
Az i3 volt a BMW első sorozatgyártású, nulla károsanyag-kibocsátású járműve, és a BMW elektromos i almárkájának első típusa. B-szegmensű, magastetős ferdehátú, elektromos hajtáslánccal felszerelt autótípus. Hátsókerék-meghajtást használ egysebességes sebességváltón és egy padló alatti lítium-ion akkumulátorcsomagon keresztül, opcionálisan hatótávolságot növelő benzinmotorral. Az autó ötajtós, nagy szilárdságú, ultrakönnyű szénszál-erősítésű polimer utasmodullal rendelkezik, amely alumínium alvázhoz, akkumulátorhoz, hajtásrendszerhez és hajtáslánchoz tapad. A karosszéria két kagylópántos hátsó ajtóval rendelkezik.
Az i3 koncepcióautóként a 2011-es Németországi Nemzetközi Autószalonon debütált, a gyártása 2013 szeptemberében kezdődött meg Lipcsében. 2014 és 2016 között a harmadik helyen állt a világszerte eladott elektromos autótípusok között. Globális értékesítése 2022 végére elérte a 250 000 darabot. Az i3 két alkalommal is elnyerte Az Év Autója-díjat, 2014-ben a Világ Év Zöld Autójának, és szintén 2014-ben A Világ Év Autódizájnjának választották. Az i3 megkapta az iF Terméktervezési díjat, és elnyerte az Egyesült Királyság Év Autója-díjat 2014-ben és szintén 2014-ben a Legjobb Szupermini-díjat az Egyesült Királyság Év Autója díjátadón.

## Története
2011 februárjában a BMW bemutatta elektromos almárkáját, a BMW i-t, melynek neve alatt a Project i keretében gyártott autóit kezdték el forgalmazni. A BMW i járműveket a BMW-től és a Mini-től külön kívánták értékesíteni. Az első két sorozatgyártású modell a BMW i3 – amelyet korábban Mega City Vehicle-nek (MCV) hívtak – és a plug-in hibrid BMW i8, a Vision Efficient Dynamics koncepcióautó szériaváltozata, amelyet a 2009-es Németországi Nemzetközi Autószalonon mutattak be, 50 kilométeres elektromos hatótávolsággal. Mindkét autótípus gyártásának megkezdését 2013-ra tervezték Lipcsében.
A BMW beépítette a Mini E (2009–2010) és a BMW ActiveE (2012) terepi tesztelése során levont tanulságokat az i3 tervezésébe, különös tekintettel az akkumulátorra és a hajtásláncra, az elérhető hatótávolságra és az egy pedálos használatra városi környezetben.

### Koncepcióautók

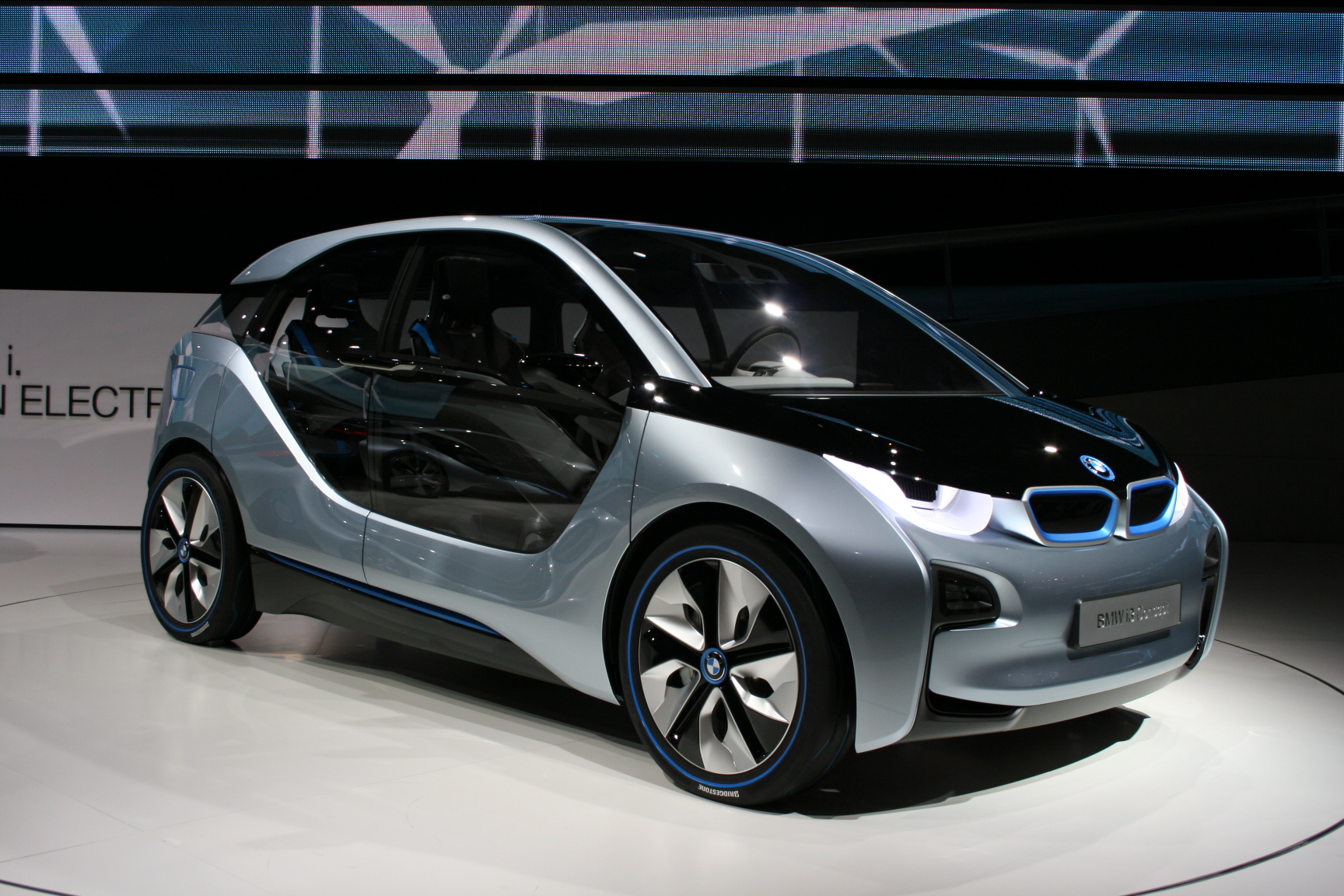
A BMW i3 koncepcióautó a 2011-es Nemzetközi Autószalonon, Németországban

A BMW i3 koncepcióautót a 2011-es Nemzetközi Autószalonon mutatták be. Ennek a prototípusnak 22 kilowattóra (79 MJ) volt lítium-ion akkumulátorcsomag, amely 80 és 100 mérföld (130 és 160 km) között szállított. Az akkumulátor körülbelül négy óra alatt teljesen feltöltődött a 240 voltos töltőegységgel. Az i3 0-ról 100 km/órás sebességre kevesebb, mint 8 másodperc alatt gyorsul fel.
A BMW egy BMW i3 prototípust is bemutatott a 2012-es londoni nyári olimpián.
A BMW a 2012-es Los Angeles-i Autószalonon bemutatta az i3 Concept Coupé tanulmányt. A koncepcióautó megmutatta a modellválaszték bővítésének lehetőségét. A háromajtós ferdehátú kupét az ötajtós i3 elektromos ferdehátú szedánhoz hasonlóan a BMW Group által kifejlesztett villanymotor hajtotta, amelynek maximális teljesítménye 125 kilowatt (168 hp) és 250 N⋅m (180 lbf⋅ft) csúcsnyomaték . Az erőátvitel a hátsó kerekekre egysebességes sebességváltón keresztül történt. A lítium-ion akkumulátorcsomagot a padló alá helyezték, és 160 kilométer (99 mi) fokos teljesen elektromos hatótávolságot tudott biztosítani. Egy REx benzinmotorral bővíthető az autó hatótávja 320 km-re.
 
A sorozatgyártású i3-at 2013 júliusában jelentették be a 2014-es modellévre. Az autóipari sajtót meghívták, hogy teszteljék a sorozatgyártású autókat Amszterdamban.
Az eredeti akkumulátor kapacitása 60 volt Ó vagy 22 kWh (bruttó), 19 kWh nettó kapacitással. Az üres DIN tömeg 1195 kg volt, 1315 kg a hatótávolságnövelővel.
Az Egyesült Államokban az i3 a kerekeket és a belső teret meghatározó három díszítőcsomag egyikével volt elérhető: Mega World (alap, szövet ülések és 19" Style 427 kerekek), Giga World (+1700 USD, bőr belső díszítéssel és 19" Giga-specifikus Style 429 kerekek), és a Tera World (+2700 USD, teljes bőrbelsővel és 19" Tera-specifikus Style 428 kerekekkel). A 20" Style 430 duplaküllős kerekek opcionálisak voltak a Giga és Tera burkolatokhoz. Ezen kívül két opciós csomag is elérhető volt: Parkolóasszisztens (+1000 USD, kiegészített tolatókamera és parkolássegítő) és Technológia – Vezetési asszisztens (+2500 USD, széles képernyős navigáció, lassítási támogatás és adaptív sebességtartó). A kerék- és abroncsméretek díszítésenként változtak. Az Egyesült Királyságban az egyenértékű berendezési vonalak a Standard/Atelier, Loft nevet kapták (+1000 GBP; mindkettő Mega-nak felel meg); Lodge (+1500 GBP, Giga-nak felel meg); és Suite (+2000 GBP, ami Terának felel meg). Az Egyesült Királyságban a keréktárcsák nem voltak kötve, a 19"-es Style 427 keréktárcsák alapfelszereltségűek, a többi pedig opcionálisan bármilyen belső burkolattal kombinálható.
| Szolgáltatás             | USA                | Mega                                                       | Mega                                                       | Giga                      | Tera                      |
| Szolgáltatás             | Egyesült Királyság | Std/Atelier                                                | Padlástér                                                  | házikó                    | Lakosztály                |
| belső                    | belső              | Ruha (fekete)                                              | Ruha (szürke)                                              | Bőr és gyapjú             | Bőr                       |
| Kerekek és Gumiabroncsok | 19"                | (427-es stílus)                                            | (427-es stílus)                                            | (429. stílus)             | (428-as stílus)           |
| Kerekek és Gumiabroncsok | 19"                | F/R: 155/70R19 (BEV) F: 155/70R19 (REx) R: 175/60R19 (REx) | F/R: 155/70R19 (BEV) F: 155/70R19 (REx) R: 175/60R19 (REx) | F: 155/70R19 R: 175/60R19 | F: 155/70R19 R: 175/60R19 |
| Kerekek és Gumiabroncsok | 20" (opcionális)   | —                                                          | —                                                          | (430-as stílus)           | (430-as stílus)           |
| Kerekek és Gumiabroncsok | 20" (opcionális)   | —                                                          | —                                                          | F: 155/60R20 R: 175/55R20 |                           |

2016 májusában a BMW bejelentette, hogy a 2017-es modellév (MY) BMW i3 94-es lesz. Ah / 33 kWh (27,2 kW nettó használható) akkumulátor, amely nagyobb hatótávolságot tesz lehetővé. Az akkumulátor kapacitása több mint 50%-kal nőtt a külső méretek változása nélkül. A BMW és a Samsung SDI több elektrolittal optimalizálta a cella belső csomagjait, és adaptálta az aktív anyagot, ami a lítium-ion cellák nagyobb energiasűrűségét eredményezte, ami növelte az akkumulátor kapacitását és az akkumulátor teljes energiáját. A továbbfejlesztett akkumulátor továbbfejlesztett elektronikai csomaggal rendelkezik, amely új szoftverleképezéssel rendelkezik az akkumulátor hűtőrendszeréhez és az elektromos motorhoz. A 94 Az Ah akkumulátorcsomag a teljesen elektromos i3-hoz és az i3-hoz is illeszkedik a hatótávolság-bővítővel. A nagyobb akkumulátorral az EU üres tömege 1320 kg volt, 1440 kg-ra emelkedik a hatótávolság-növelővel.
A Range Extender (REx) változat ugyanazt a 94-et tartalmazza Ah akkumulátor, mint a teljesen elektromos modell. A 2017-es REx modell további hatótávolságot kínál az amerikai piacon az előző modellnél 25%-kal nagyobb üzemanyagtartálynak köszönhetően. Bár az üzemanyagtartály fizikailag változatlan, a BMW korábban az amerikai piacra jellemző szoftverrel lezárta a tartály egy részét, hogy megfeleljen a hatótávolságnövelős járművekre vonatkozó követelményeknek, mivel az autó benzinmotoros hatótávolsága nagyobb volt, mint a teljesen elektromos hatótáv . befolyásolja a zéró emissziós jármű (ZEV) státuszát Kaliforniában.
A 2017-es modellév i3 2016 júliusában jelent meg az Egyesült Államokban és Európában. A BMW szerint 2016. augusztus 10-én a nagyobb akkumulátoros i3 megrendelések száma meghaladta a 7000 darabot, 2016 júliusában összesen 2358 i3-at szállítottak ki világszerte, ami 33,7%-os növekedést jelent az előző évhez képest. Az eladások az Egyesült Államokban is megugrottak: 2016 júliusában 1479 darabot adtak el, ami 58,2%-os növekedés 2015 júliusához képest és 143,3%-os növekedés 2016 júniusához képest A BMW-nek azonban csak 6276 i3-at sikerült eladnia 2017-ben az Egyesült Államokban, ami 17 százalékos visszaesést jelent 2016-hoz képest. A 2017-es vagy 2018-as modellekhez akár 10 000 dolláros vásárlási ösztönző is elérhető volt.
Mindkét változat a továbbfejlesztett akkumulátorral a tervek szerint 2016 júliusától lesz elérhető az Egyesült Királyságban, Németországban és Franciaországban. A korábbi i3-modellek tulajdonosai a kiválasztott piacokon lehetőséget kapnak arra, hogy járműveiket utólagosan továbbfejlesztett akkumulátorral szereljék fel. A BMW a használt 22-es használatát tervezi kWh akkumulátorok helyhez kötött energiatárolók gyártásában. Az akkumulátor utólagos beszerelése nem elérhető az Egyesült Államokban.

### 2018-as modell és i3s
A 2018-as modellévre felfrissült a külső, új első lökhárítóval, vízszintes irányjelző nyílásokkal és szabványos LED-es fényszórókkal. A hátsó lökhárítót is átdolgozták, és egy vízszintes ezüst rudat helyeztek el a hátsó nyíláson. Oldalt az i3-as modell tetővonala ezüstszínű díszítéssel bővült, az i3s modellen nem; az i3-asok látványa kiszélesedett a sárvédő fáklyákkal.
2017-ben a BMW bejelentette, hogy a 2018-as modellévtől kezdve az i3s-al ("sport") is felveszi kínálatát. Vizuálisan a normál 2018-as modellhez hozzáadott króm ékezetek közül sok elsötétült az i3s-on. Az i3s teljesítménye és nyomatéka 170–181 hp (127–135 kW) nőtt és 184–199 lb⋅ft (249–270 N⋅m), csökkentett sportfelfüggesztés, szélesebb modellexkluzív Style 431 duplaküllős kerekek és abroncsok (F: 175/55R20 és R: 195/50R20, mindegyik 20 mm (0,79 in) szélesebb, mint a Style 430-as kerekekkel felszerelt szabványos gumik), gyorsabb gyorsulás és SPORT vezetési mód. Az i3s 1592/ nyomtáv szélesebb, 1571/ hez képest (F/R) a reguláris i3-hoz; a teljes szélesség is 1775–1791 mm (69,9–70,5 in) re nő . Az i3s-hoz az i3-hoz hasonlóan opcionális Range Extender is tartozik. A hagyományos i3-hoz hasonlóan az i3s-t is különféle belső terekkel kínálják, a standard Mega / Atelier és Loft-tól a Giga / Lodge-ig és a Tera / Suite-ig. Az i3-asok EU terheletlen tömege hozzávetőleg 20 kg (44 lb) volt nehezebb, mint a normál i3, 1340 kg (2950 lb) nélkül és 1460 kg a hatótávolságnövelővel.

### 2019-es modell
2018 szeptemberében a BMW bejelentett egy nagyobb, 42,2-t kWh (120 Ah) akkumulátor az i3-hoz. Az i3 kisebb módosításai között új színválaszték és adaptív fényszórók is szerepeltek. A nagyobb akkumulátor bevezetésével a BMW úgy döntött, hogy Európában megszünteti az i3 REX változatát. Az önsúly nem sokat nőtt a nagyobb akkumulátorral; az EU terheletlen tömege 1345 kg volt a normál i3, és 1365 kg esetén az i3s esetében.

### A gyártás leállítása

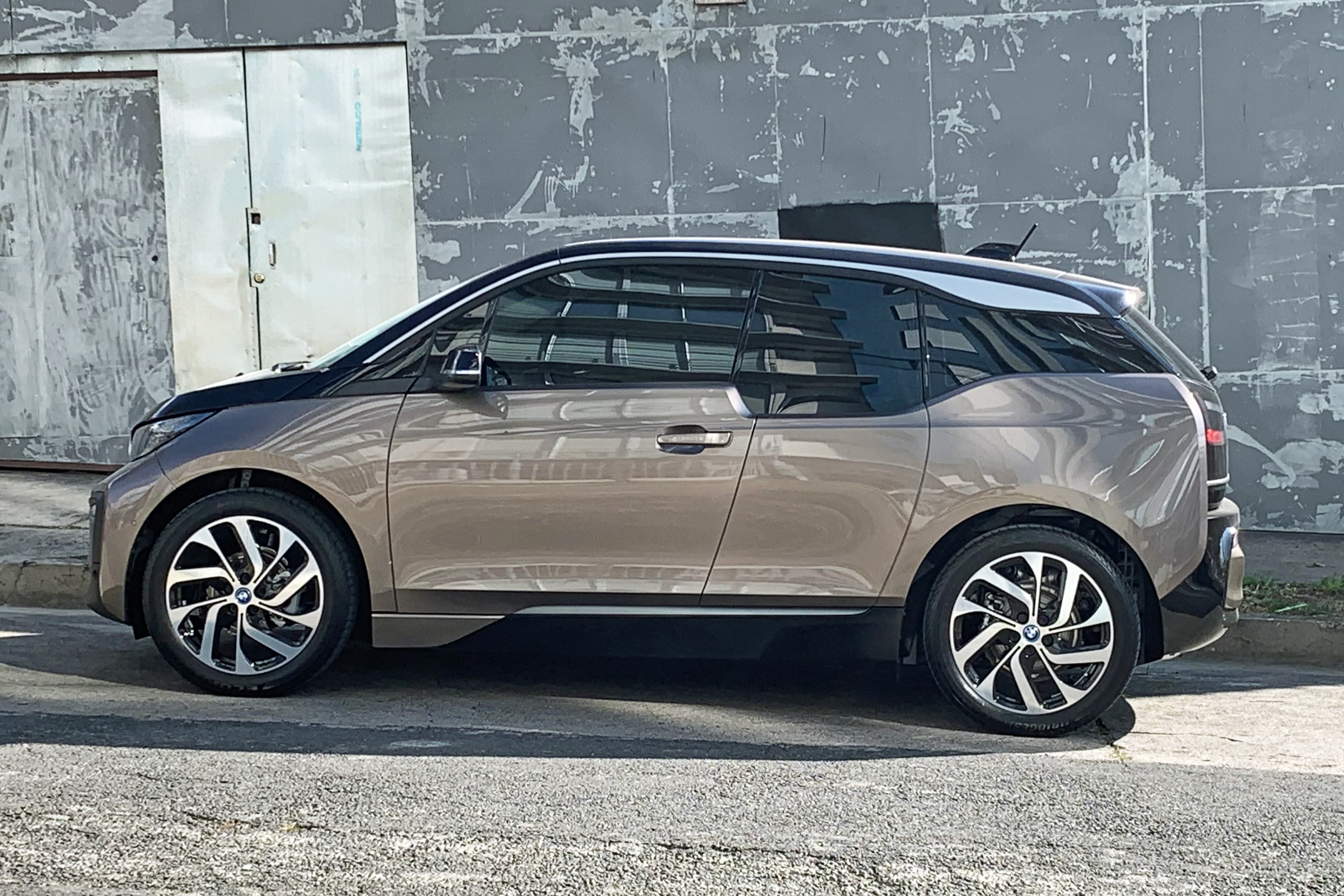
A 2021-es i3 oldalnézete

2019 decemberétől a BMW azt tervezte, hogy 2024-ig folytatja az i3 gyártását, és nem voltak konkrét tervek az i3 utódjára vonatkozóan. A BMW azonban 2021 júniusában bejelentette, hogy a 2021-es modellév után leállítja az i3 értékesítését az Egyesült Államokban, és 2022-ben a BMW iX és a BMW i4 váltja fel az adott piacon. Az amerikai modellek gyártása 2021 júliusában fejeződött be; Az ausztrál modellek gyártása 2021 végén szűnt meg.
A BMW 2022 elején megerősítette, hogy az összes i3 modell gyártása a tervek szerint 2022 júliusában fejeződik be, és egyes piacokon a BMW iX1 utódja lesz, amely 2024-ben kezdi meg a sorozatgyártást a regensburgi gyárban mielőtt Magyarországra költözne. A lipcsei üzemet átszerelik a frissített Mini Countryman gyártásához.

### A 3G mobil technológia leállítása
2021 áprilisában a BMW bejelentette, hogy 2022 februárjától megszüntetik a 3G mobiltechnológiai szolgáltatásokat az Egyesült Államok piacán lévő járművek számára. Ennek oka a 3G szolgáltatás hanyatlása és leállítása.

## Dizájn és technológia

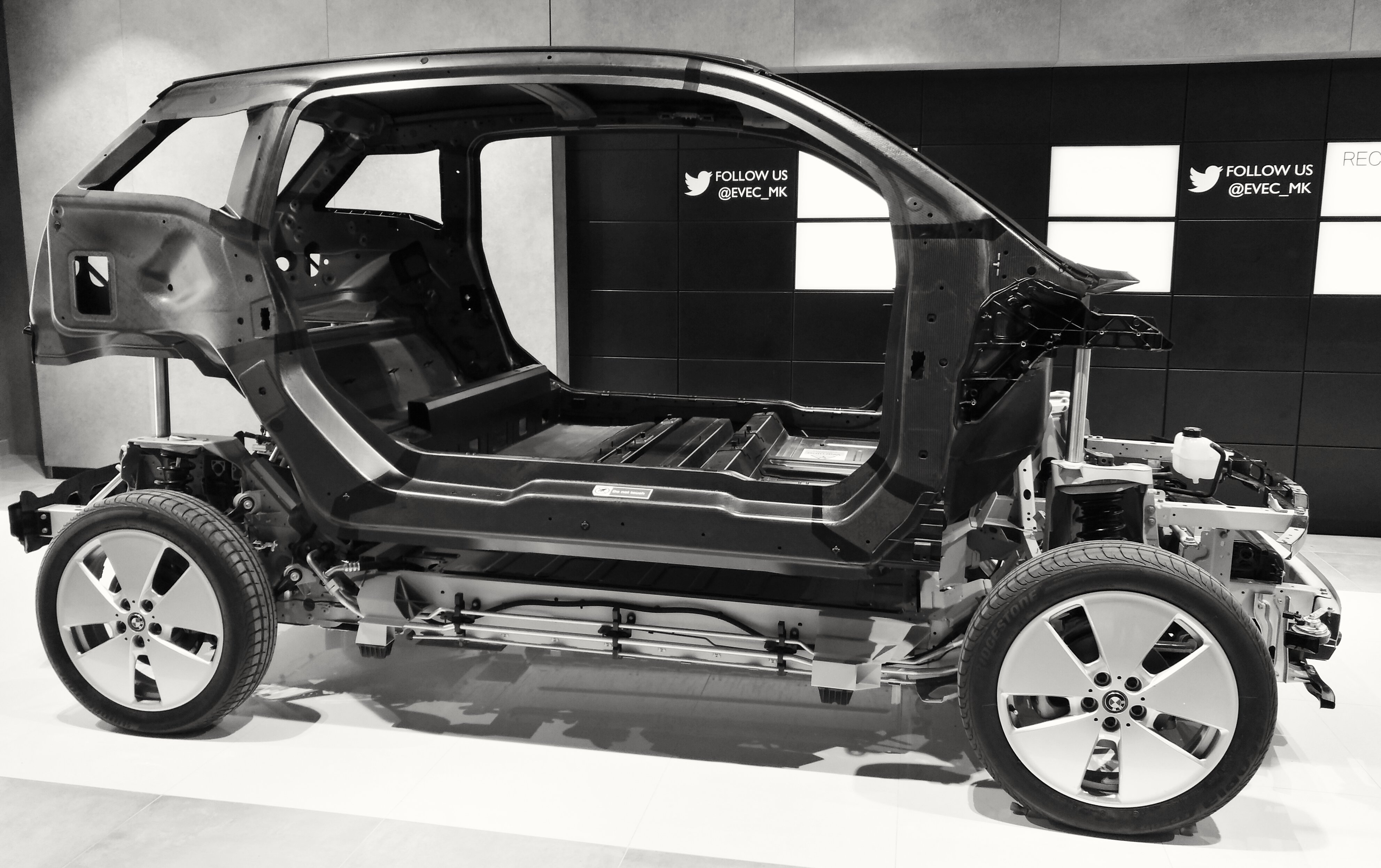
Az i3 alváza a CFRP "Life Module"-ból áll, amely egy alumínium "Drive Module"-hoz kapcsolódik.

### Karosszéria és alváz
Az i3 volt az első sorozatgyártású autó, amelynek belső szerkezete és karosszériája nagy része szénszál-erősítésű műanyagból (CFRP) készült. A BMW kihasználta az előremenő belső égésű motor hiányát, így az i3-at "tiszta lapos dizájnt" és sportszerű megjelenést kölcsönzött.

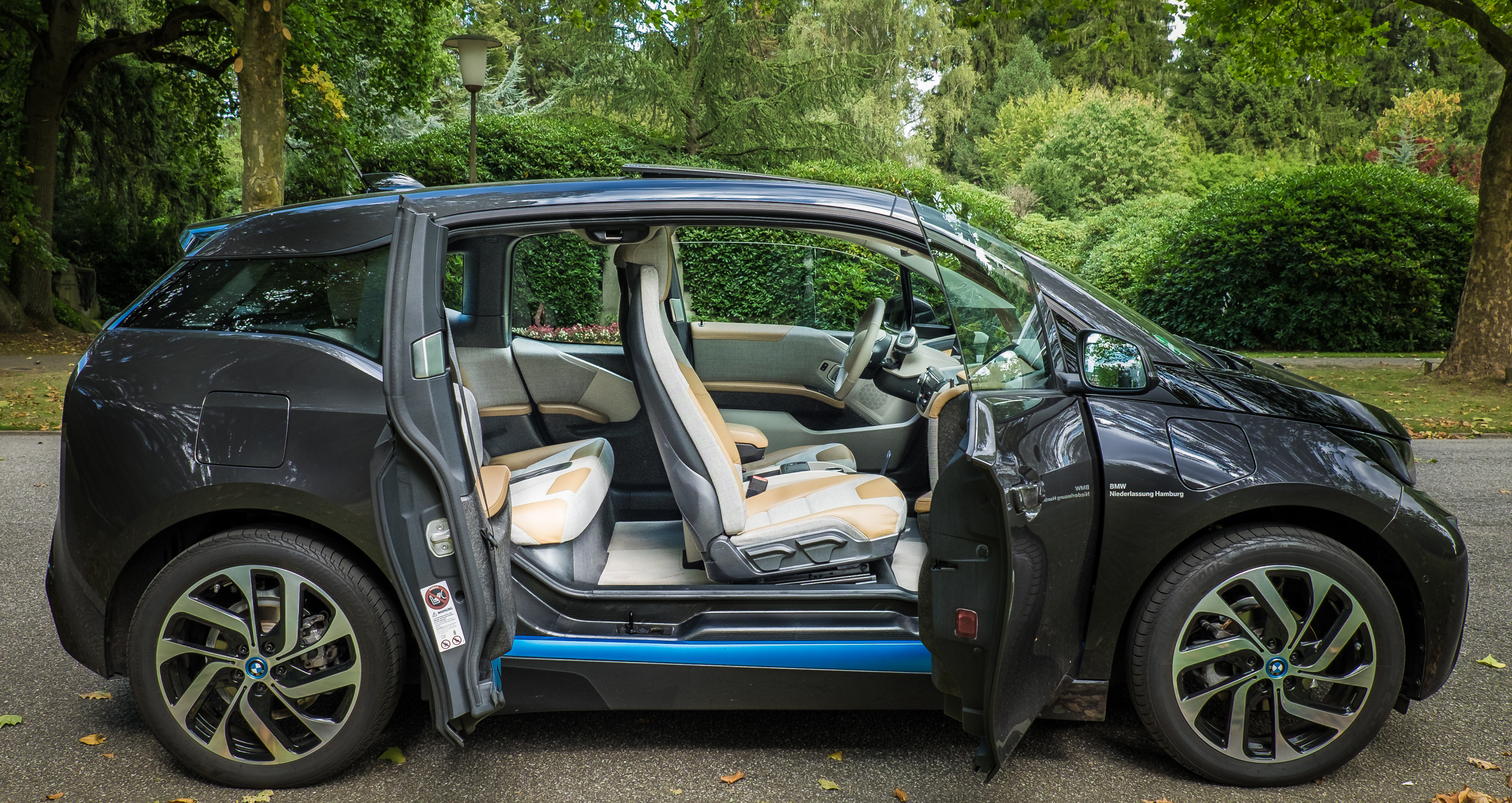
A BMW i3 oldalnézetből, nyitott ajtókkal

Az i3 négy ajtóval és négy utas számára kialakított ülésekkel rendelkezik, hátsó öngyilkos ajtókkal. Az utasteret Life Module néven ismerik, amely CFRP-ből készült, és az alumínium Drive Module tetején helyezkedik el, amely magában foglalja a hajtásláncot, a vázat, az akkumulátort és a felfüggesztést. A szénszál az SGL Automotive Carbon Fibers -től származik, amely a BMW és az SGL Carbon vegyesvállalata a washingtoni Moses Lake-ben; a szálakat egy másik BMW/SGL vegyesvállalat wackersdorfi üzemében szövetté szövik, majd a szövetet a BMW Landshutban működő gyantatranszfer-öntési eljárással szerkezetekké alakítják. Végül az elkészült darabokat a BMW Lipcsei 173 robotja a Life Module-ba állítja össze, csupán ragasztók felhasználásával.
Az i3 ajtópaneljei kenderből készültek, ami műanyaggal keverve körülbelül 10%-kal csökkenti az egyes panelek súlyát. A szabadon hagyott kenderszálak az autó belső terének dizájnelemét is képezik, és hozzájárulnak a fenntarthatósághoz. A további környezettudatosság tükröződik az opcionálisan olívalevél-kivonattal cserzett ülésbőrben, valamint a műszerfal burkolatában, amely környezetvédelmi szempontból finomított, tanúsított európai termesztésű fából készült. 2010 novemberére a BMW bemutatta az utastér könnyű súlyát, és az autógyártó vezérigazgatója elmondta, hogy már döntöttek az autó alapvető kialakításáról, és hamarosan megkezdődtek a prototípusok közúti tesztelése.
Az i3 abroncsait a Bridgestone úgy tervezte, hogy minimalizálja a gördülési ellenállást és az aerodinamikai légellenállást, keskenyebb szélességgel, nagyobb átmérővel és nagyobb felfújási nyomással (155/70R19 320 kPa (46 psi) -nál). ), mint a tipikus személyautó gumik (175/65R15 210 kPa (30 psi) nél egyenértékű teherbírásra). A Bridgestone a változtatások ezt a kombinációját "logikusnak" nevezi, és hasonló gumikat szállít a World Solar Challenge csapatainak.
A bemutatáskor a Bridgestone volt az egyetlen abroncsszállító a BMW i3-hoz, de a piacra dobás óta a Nankang, a Continental és a közelmúltban a Michelin is 155 és 175 szélességű gumiabroncsot szállított.

### Súly
| Saját tömeg a modell alapján | Saját tömeg a modell alapján | Saját tömeg a modell alapján | Saját tömeg a modell alapján | Saját tömeg a modell alapján |
|                              | BEV                          | REX                          | BEV S                        | REX S                        |
| ---------------------------- | ---------------------------- | ---------------------------- | ---------------------------- | ---------------------------- |
| 60 Ah                        | 1195 kg                      | 1315 kg                      | –                            | –                            |
| 94 Ah                        | 1245 kg                      | 1365 g                       | 1265 kg                      | 1385 kg                      |
| 120 Ah                       | 1270 kg                      | 1390 kg                      | 1290 kg                      | 1410 kg                      |

### Erőátvitel

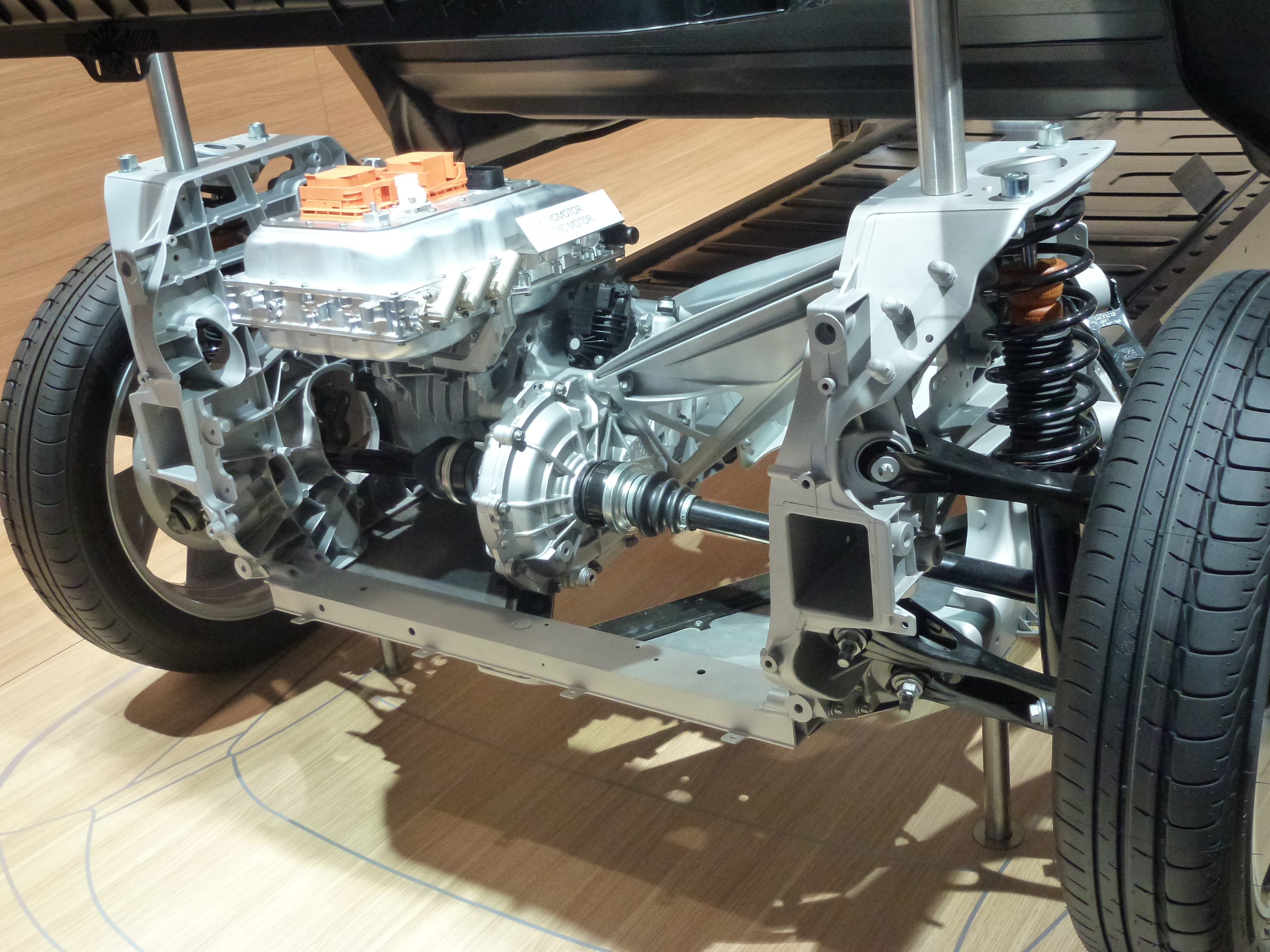
A hátsó kerekek között elhelyezett villanymotor, jobb oldalon üres hely áll rendelkezésre a hatótávbővítő benzinmotor számára

Az i3 egy új fejlesztésű hajtásláncot használ, amely 170 lóerő (130 kW) villanymotor, amely lítium-ion akkumulátorokkal működik és a hátsó tengelyt hajtja. A végsebesség 150 km/órára van korlátozva. Rendelkezésre áll egy hatótávolság-bővítő opció, amely egy kis hátsó benzinmotorral egészül ki, amellyel feltölthető a vontatási akkumulátor, amikor az alacsony.

### Akkumulátor, hatótáv és gazdaságosság

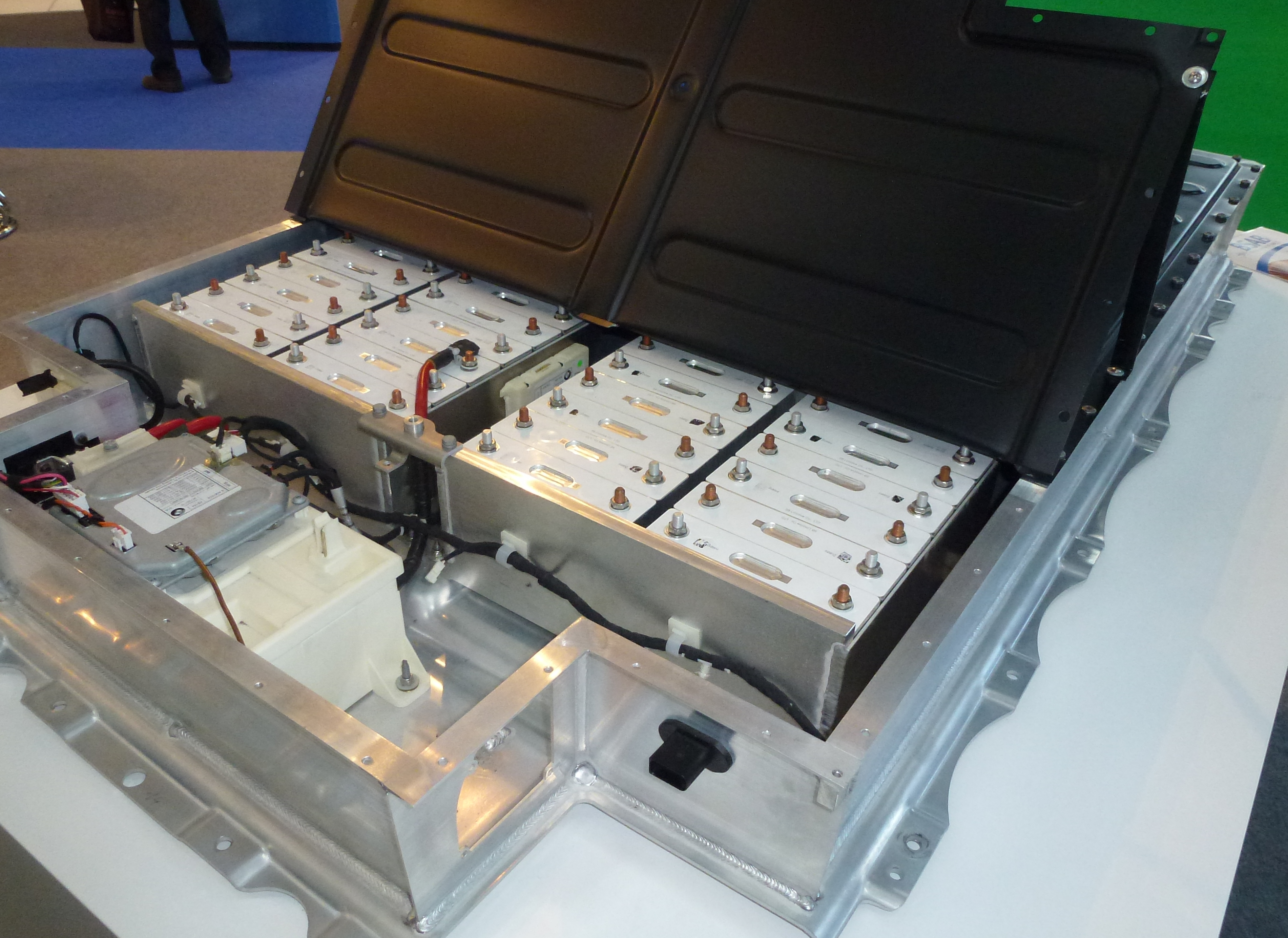
A vontatómotor akkumulátora az autó padlója alatt található

A BMW célja a 160 km hatótáv, ugyanaz a hatótávolság, mint a BMW ActiveE esetében, de a súlycsökkentés érdekében az akkumulátor kapacitását 16-ra csökkentették. kWh az ActiveE 30 helyett kWh. Eredeti eladása szerint (2014-16 modellév) a jármű hivatalos hatótávolsága 80–100 mérföld (130–160 km) az új európai vezetési ciklus (NEDC) szerinti 60 Ah-s akkumulátor opció esetén, és akár 200 kilométer (120 mi) a leghatékonyabb vezetési módban. Az Egyesült Államok Környezetvédelmi Ügynöksége (EPA) ciklusa szerint a hivatalos tartomány a 60 Ah modell 81 mérföld (130 km) 124 mérföld/gallon benzinegyenérték kombinált üzemanyag-fogyasztással (MPGe) (1,90) L/100 km; 149 mpg imp ).
A 2014–16-os modellévek a hatótávbővítő opcióval a hivatalos NEDC teljes tartomány 160–186 mérföld (257–299 km) van.
A BMW becslése szerint az energiafogyasztás 0,21 kWh/mérföld a mindennapi vezetés során.  Ötciklusú tesztelése során az Egyesült Államok Környezetvédelmi Ügynöksége (EPA) 27-re értékelte a 2014-2016-os modellévben a teljesen elektromos BMW i3 (60 Ah ) energiafogyasztását. kWh /100 mi (16.9 kWh /100 km) kombinált üzemanyag-fogyasztással 124 mérföld/gallon benzinegyenérték – MPGe – (1,90 L/100 km; 149 mpg imp ) 81 mérföld (130 km) as teljesen elektromos hatótávolsággal . Az i3 RExben használt kéthengeres benzinmotor extra súlya miatt a kibővített hatósugarú modell alacsonyabb besorolású, mint a teljesen elektromos i3.
A hatótáv és a gazdaságosság a hatótávolságot bővítő belső égésű motor és a későbbi modellekbe szerelt nagyobb akkumulátorok jelenlététől függően változik:
| All-electric (no REx)    |          |         |                 |                 |                          |                          |                           |                           |                          |                          |       |
| Modellév                 | Modell   | Battery | EV range        | EV range        | Economy / consumption    | Economy / consumption    | Economy / consumption     | Economy / consumption     | Economy / consumption    | Economy / consumption    | Notes |
| Modellév                 | Modell   | Battery | EV range        | EV range        | Combined                 | Combined                 | City                      | City                      | Highway                  | Highway                  | Notes |
| 2021                     | i3 / i3s | 120 Ah  | 153 mi (246 km) | 153 mi (246 km) | 113 mpg‑e (0,30 kW⋅h/mi) | 113 mpg‑e (0,30 kW⋅h/mi) | 124 mpg‑e (0,28 kW⋅h/mi)  | 124 mpg‑e (0,28 kW⋅h/mi)  | 102 mpg‑e (0,34 kW⋅h/mi) | 102 mpg‑e (0,34 kW⋅h/mi) |       |
| 2020                     | i3 / i3s | 120 Ah  | 153 mi (246 km) | 153 mi (246 km) | 113 mpg‑e (0,30 kW⋅h/mi) | 113 mpg‑e (0,30 kW⋅h/mi) | 124 mpg‑e (0,28 kW⋅h/mi)  | 124 mpg‑e (0,28 kW⋅h/mi)  | 102 mpg‑e (0,34 kW⋅h/mi) | 102 mpg‑e (0,34 kW⋅h/mi) |       |
| 2019                     | i3 / i3s | 120 Ah  | 153 mi (246 km) | 153 mi (246 km) | 113 mpg‑e (0,30 kW⋅h/mi) | 113 mpg‑e (0,30 kW⋅h/mi) | 124 mpg‑e (0,28 kW⋅h/mi)  | 124 mpg‑e (0,28 kW⋅h/mi)  | 102 mpg‑e (0,34 kW⋅h/mi) | 102 mpg‑e (0,34 kW⋅h/mi) |       |
| 2018                     | i3       | 94 Ah   | 114 mi (183 km) | 114 mi (183 km) | 118 mpg‑e (0,29 kW⋅h/mi) | 118 mpg‑e (0,29 kW⋅h/mi) | 129 mpg‑e (0,27 kW⋅h/mi)  | 129 mpg‑e (0,27 kW⋅h/mi)  | 106 mpg‑e (0,32 kW⋅h/mi) | 106 mpg‑e (0,32 kW⋅h/mi) |       |
| 2018                     | i3s      | 94 Ah   | 107 mi (172 km) | 107 mi (172 km) | 112 mpg‑e (0,31 kW⋅h/mi) | 112 mpg‑e (0,31 kW⋅h/mi) | 126 mpg‑e (0,27 kW⋅h/mi)  | 126 mpg‑e (0,27 kW⋅h/mi)  | 99 mpg‑e (0,35 kW⋅h/mi)  | 99 mpg‑e (0,35 kW⋅h/mi)  |       |
| 2017                     | i3       | 94 Ah   | 114 mi (183 km) | 114 mi (183 km) | 118 mpg‑e (0,29 kW⋅h/mi) | 118 mpg‑e (0,29 kW⋅h/mi) | 129 mpg‑e (0,27 kW⋅h/mi)  | 129 mpg‑e (0,27 kW⋅h/mi)  | 106 mpg‑e (0,32 kW⋅h/mi) | 106 mpg‑e (0,32 kW⋅h/mi) |       |
| 2016                     | i3       | 60 Ah   | 81 mi (130 km)  | 81 mi (130 km)  | 124 mpg‑e (0,28 kW⋅h/mi) | 124 mpg‑e (0,28 kW⋅h/mi) | 137 mpg‑e (0,251 kW⋅h/mi) | 137 mpg‑e (0,251 kW⋅h/mi) | 111 mpg‑e (0,31 kW⋅h/mi) | 111 mpg‑e (0,31 kW⋅h/mi) | [ a ] |
| 2015                     | i3       | 60 Ah   | 81 mi (130 km)  | 81 mi (130 km)  | 124 mpg‑e (0,28 kW⋅h/mi) | 124 mpg‑e (0,28 kW⋅h/mi) | 137 mpg‑e (0,251 kW⋅h/mi) | 137 mpg‑e (0,251 kW⋅h/mi) | 111 mpg‑e (0,31 kW⋅h/mi) | 111 mpg‑e (0,31 kW⋅h/mi) | [ a ] |
| 2014                     | i3       | 60 Ah   | 81 mi (130 km)  | 81 mi (130 km)  | 124 mpg‑e (0,28 kW⋅h/mi) | 124 mpg‑e (0,28 kW⋅h/mi) | 137 mpg‑e (0,251 kW⋅h/mi) | 137 mpg‑e (0,251 kW⋅h/mi) | 111 mpg‑e (0,31 kW⋅h/mi) | 111 mpg‑e (0,31 kW⋅h/mi) | [ a ] |
| Range-extended (REx)     |          |         |                 |                 |                          |                          |                           |                           |                          |                          |       |
| Modellév                 | Modell   | Battery | Range           | Range           | Economy / consumption    | Economy / consumption    | Economy / consumption     | Economy / consumption     | Economy / consumption    | Economy / consumption    | Notes |
| Modellév                 | Modell   | Battery | Range           | Range           | Combined                 | Combined                 | City                      | City                      | Highway                  | Highway                  | Notes |
| Modellév                 | Modell   | Battery | EV              | with REx        | EV                       | with REx                 | EV                        | with REx                  | EV                       | with REx                 | Notes |
| 2021                     | i3 REx   | 120 Ah  | 126 mi (203 km) | 200 mi (320 km) | 100 mpg‑e (0,34 kW⋅h/mi) | 31 mpg‑US (7,6 L/100 km) | 107 mpg‑e (0,32 kW⋅h/mi)  | 30 mpg‑US (7,8 L/100 km)  | 93 mpg‑e (0,37 kW⋅h/mi)  | 31 mpg‑US (7,6 L/100 km) | [ b ] |
| 2020                     | i3 REx   | 120 Ah  | 126 mi (203 km) | 200 mi (320 km) | 100 mpg‑e (0,34 kW⋅h/mi) | 31 mpg‑US (7,6 L/100 km) | 107 mpg‑e (0,32 kW⋅h/mi)  | 30 mpg‑US (7,8 L/100 km)  | 93 mpg‑e (0,37 kW⋅h/mi)  | 31 mpg‑US (7,6 L/100 km) | [ b ] |
| 2019                     | i3 REx   | 120 Ah  | 126 mi (203 km) | 200 mi (320 km) | 100 mpg‑e (0,34 kW⋅h/mi) | 31 mpg‑US (7,6 L/100 km) | 107 mpg‑e (0,32 kW⋅h/mi)  | 30 mpg‑US (7,8 L/100 km)  | 93 mpg‑e (0,37 kW⋅h/mi)  | 31 mpg‑US (7,6 L/100 km) | [ b ] |
| 2018                     | i3 REx   | 94 Ah   | 97 mi (156 km)  | 180 mi (290 km) | 111 mpg‑e (0,31 kW⋅h/mi) | 35 mpg‑US (6,7 L/100 km) | 118 mpg‑e (0,29 kW⋅h/mi)  | 36 mpg‑US (6,5 L/100 km)  | 101 mpg‑e (0,34 kW⋅h/mi) | 33 mpg‑US (7,1 L/100 km) | [ b ] |
| 2017                     | i3 REx   | 94 Ah   | 97 mi (156 km)  | 180 mi (290 km) | 111 mpg‑e (0,31 kW⋅h/mi) | 35 mpg‑US (6,7 L/100 km) | 118 mpg‑e (0,29 kW⋅h/mi)  | 36 mpg‑US (6,5 L/100 km)  | 101 mpg‑e (0,34 kW⋅h/mi) | 33 mpg‑US (7,1 L/100 km) | [ b ] |
| 2016                     | i3 REx   | 60 Ah   | 72 mi (116 km)  | 150 mi (240 km) | 117 mpg‑e (0,29 kW⋅h/mi) | 39 mpg‑US (6,0 L/100 km) | 127 mpg‑e (0,27 kW⋅h/mi)  | 41 mpg‑US (5,7 L/100 km)  | 107 mpg‑e (0,32 kW⋅h/mi) | 37 mpg‑US (6,4 L/100 km) | [ b ] |
| 2015                     | i3 REx   | 60 Ah   | 72 mi (116 km)  | 150 mi (240 km) | 117 mpg‑e (0,29 kW⋅h/mi) | 39 mpg‑US (6,0 L/100 km) | 127 mpg‑e (0,27 kW⋅h/mi)  | 41 mpg‑US (5,7 L/100 km)  | 107 mpg‑e (0,32 kW⋅h/mi) | 37 mpg‑US (6,4 L/100 km) | [ b ] |
| 2014                     | i3 REx   | 60 Ah   | 72 mi (116 km)  | 150 mi (240 km) | 117 mpg‑e (0,29 kW⋅h/mi) | 39 mpg‑US (6,0 L/100 km) | 127 mpg‑e (0,27 kW⋅h/mi)  | 41 mpg‑US (5,7 L/100 km)  | 107 mpg‑e (0,32 kW⋅h/mi) | 37 mpg‑US (6,4 L/100 km) | [ b ] |
| Source: EPA Notes: 1. 2. |          |         |                 |                 |                          |                          |                           |                           |                          |                          |       |

Ezekkel a besorolásokkal a teljesen elektromos BMW i3 volt a leginkább üzemanyag-hatékonyabb, EPA-tanúsítvánnyal rendelkező jármű az Egyesült Államokban, üzemanyagtípustól függetlenül 2016 novemberéig, amikor a Hyundai Ioniq Electric megelőzte, 136-ra értékelve. MPGe (25 kWh/100 mi). Hasonlóképpen, 2014-ben az i3 REx volt a jelenlegi leghatékonyabb, EPA-tanúsítvánnyal rendelkező benzinmotoros jármű, amely felváltotta a Chevrolet Voltot.

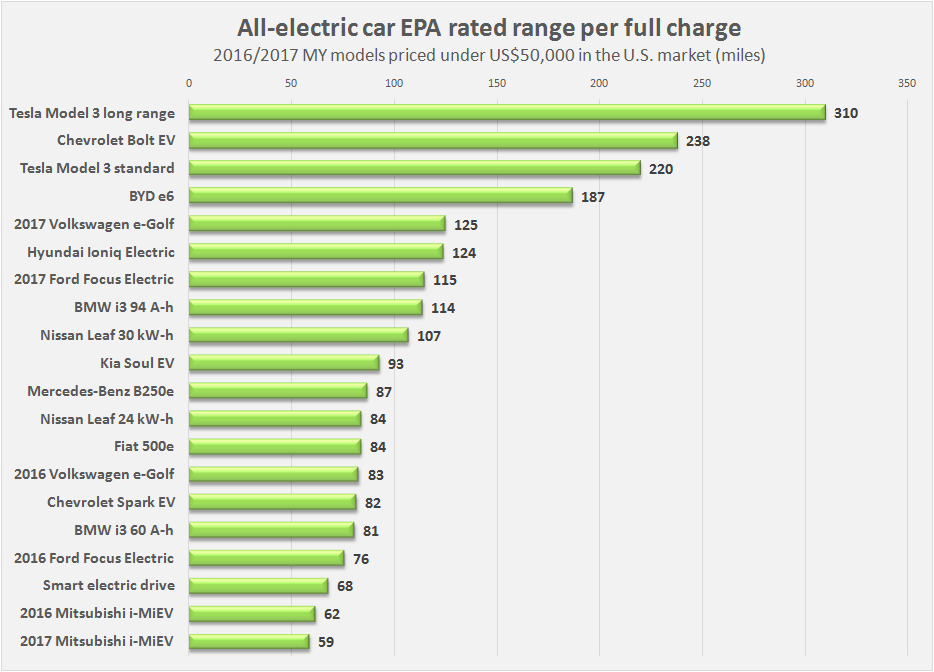
A 2017 júliusáig besorolt és US$50,000 alatti árú elektromos autók EPA által besorolt kínálatának összehasonlítása Csak az Egyesült Államok modellévében, beleértve a 2016-os és 2017-es autókat is

2016 júliusában a BMW kiadta a 2017-es modellév (MY) BMW i3-at egy továbbfejlesztett 94 Ah-s (33 kWh) akkumulátorral, amely 50%-kal nagyobb kapacitással rendelkezik, mint az előző modellé, így a hatótáv 114 mérföld (183 km) ra nőtt. az EPA ciklus alatt 33 mérföld (53 km) as növekedés 60 felett Ah változat. A 94 Ah akkumulátor 300 kilométer (190 mi) hatótávot adott az NEDC teszt alatt. Az i3 94 Az Ah kombinált üzemanyag-fogyasztás 118 MPG-e, a 60-as modell 124 MPG-e-hez képest. Ah akkumulátor.
A 2017-es BMW i3 REx a nagyobb 94-essel Az Ah akkumulátor EPA-besorolási tartománya 97 mérföld (156 km), a kombinált üzemanyag-fogyasztás pedig 111 MPG-e. A benzinüzemű motor hatótávja 83 mérföld (134 km) ra nőtt 78 mérföld (126 km) tól a korábbi verziókban.
Az akkumulátor teljesítményét 2018-ban ismét 120-ra növelték Ah, ami 42,2 kWh összkapacitást eredményez. A 2019-es BMW i3 REx 120-zal Az Ah akkumulátor EPA-besorolású, csak akkumulátoros hatótávolsága 126 mérföld (203 km), a kombinált gáz- és elektromos hatótáv 200 mérföld (320 km) mérföld, és a kombinált üzemanyag-fogyasztás 100 MPG-e.

#### Töltés

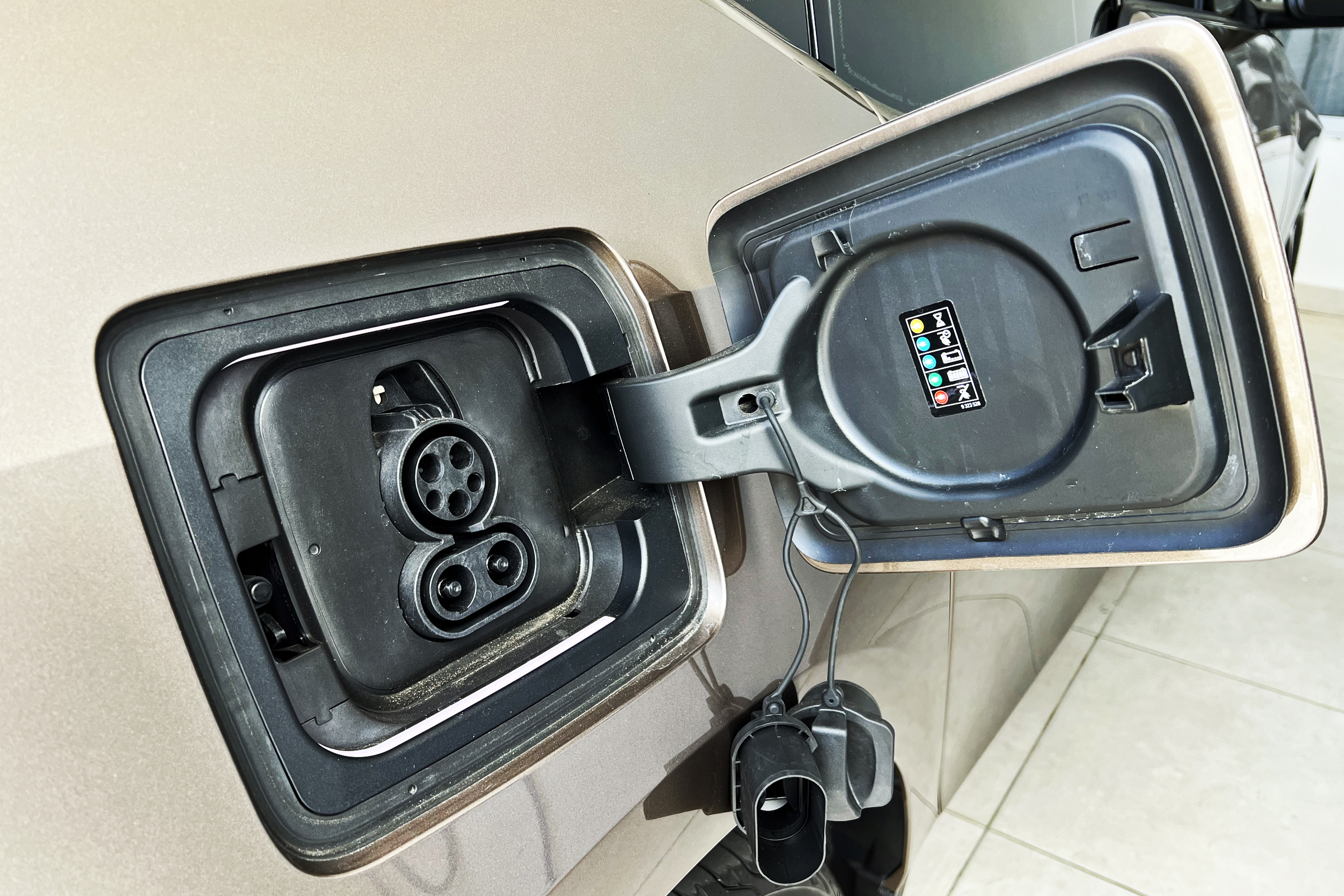
Az i3 töltőbemenet egy CCS-port a hátsó kerék felett, amely AC és DC EVSE-t fogad, a régióban lokalizálva; ez egy Combo 1 portot mutat az észak-amerikai járművek számára.

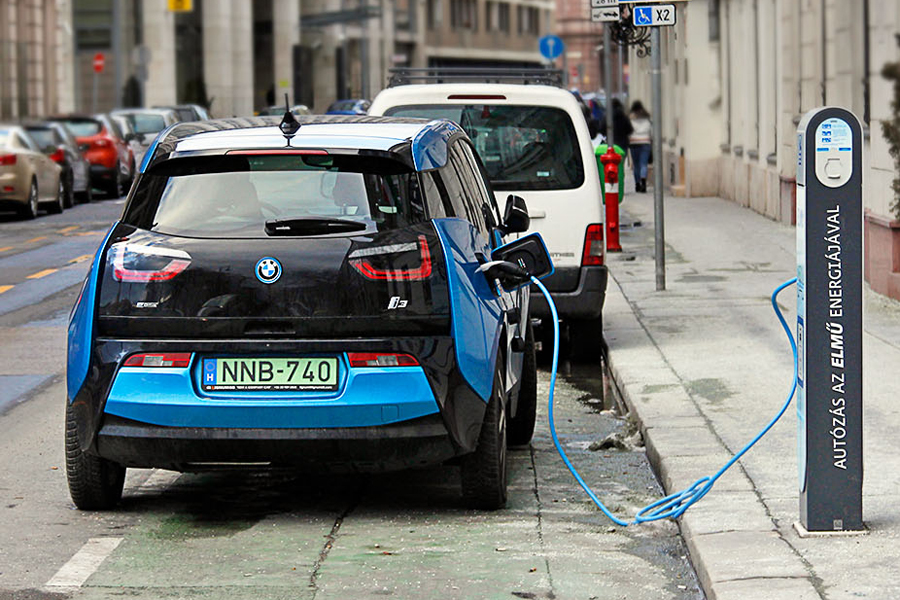
A BMW i3 töltése egy utcai 2-es szintű nyilvános állomáson

A BMW úgy tervezte meg az i3 eDrive hajtásláncát, hogy az akkumulátort csak két-három naponta kell újratölteni. A töltési gyakoriságot a BMW ActiveE és MINI E járművek ázsiai, európai és egyesült államokbeli terepi kísérleti eredményeiből származtatták, amelyek alapján kiszámították a pilóta felhasználók otthona és munkahelye közötti tipikus ingázást.
Az i3 segítségével a tulajdonos hagyományos fali aljzatból töltheti az akkumulátort. Ezen kívül a BMW i3 többféle töltési lehetőséggel is rendelkezik. Az eredeti 60 Ah-s akkumulátorral a váltóáramú gyorstöltés kevesebb mint 3 órát vesz igénybe 0-80%-os töltés esetén, miközben a BMW i Wallbox Pure vagy bármely harmadik féltől származó töltőberendezés (EVSE) használja, amely támogatja a 32A-t. A legtöbb európai modell támogatja a háromfázisú váltakozó áramú töltést 11 kW-ig. Az i3-ban is van 50 kW DC gyorstöltési lehetőség nyilvános egyenáramú töltőállomásokhoz, amely kevesebb, mint 30 percet vesz igénybe a 60 Ah-s verzió 0%-ról 80%-ra történő feltöltése. A későbbi 94Ah-s és 120Ah-s modellek arányosan tovább tartanak.
Az Egyesült Államokban az i3 bármely nyilvános töltőállomásról is tölthető, SAE J1772 csatlakozóval. 2016-ban a BMW és a kaliforniai PG&amp;E segédprogram kibővítette azt a kísérletet, amelynek célja a töltés késleltetése csúcsigény esetén, valamint az i3-tulajdonosok késedelmes kompenzálása.
A BMW azt állítja, hogy az i3 az első teljesen online, teljesen elektromos jármű, de a Tesla Model S 2012 óta rendelkezik teljes 3G internetkapcsolattal.

#### További mobilitás
A BMW i bemutatta a BMW i Rugalmas Mobilitási Programot olyan utakra, ahol a BMW i3 hatótávolsága nem lenne elegendő ahhoz, hogy az ügyfelek hosszabb távolságokat tegyenek meg, például egy hagyományos BMW járművet biztosítsanak évente meghatározott számú napra. A program 2014 októberében indult az Egyesült Államokban, és az egyes kereskedők választhatnak, hogy részt vesznek-e ebben a programban. A BMW közúti segélyprogramot is kínál azokon a területeken, ahol nagy az értékesítés. Az asszisztens jármű töltést biztosít, így az i3 a következő töltőállomásra utazhat. Ezenkívül az i3 digitális kijelzőpanelen a közeli töltőállomások elhelyezkedése is látható a távolsági szorongás enyhítése érdekében.

### Hatótávnövelő opció (i3 REx)

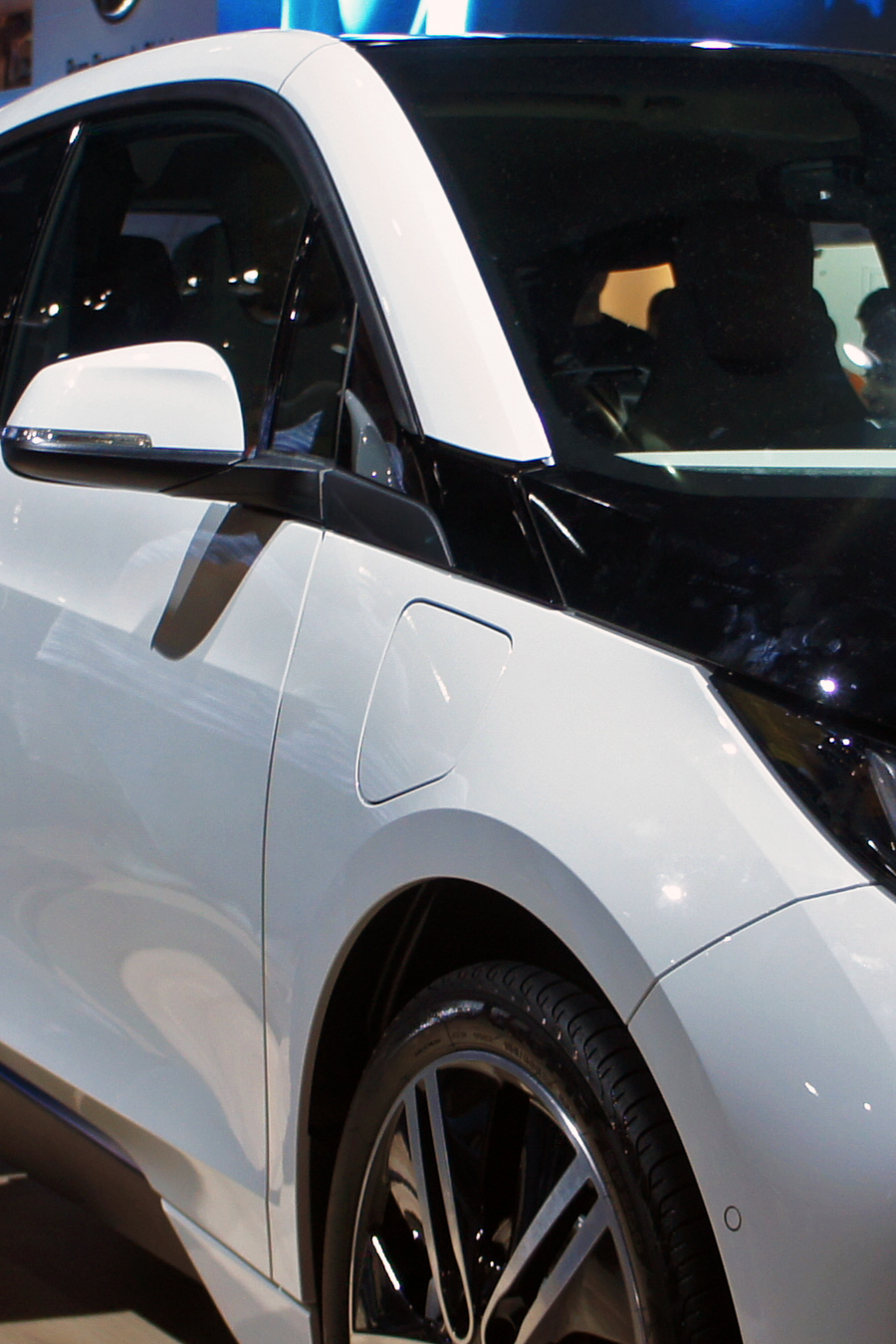
Az i3 Range Exterder változat (REx) benzinüzemű ajtaja a jobb első oldalon található

Az opcionális benzin/benzin tartománybővítő motort REx  néven forgalmazzák, és ugyanaz a Kymco által gyártott 647 hajtja. A BMW C650- ben használt köbcentis soros kéthengeres motor<span typeof="mw:Entity" id="mwA7I">&nbsp;</span>GT maxi robogó. A rendszer vészhelyzeti tartalékként szolgál a következő töltési hely hatótávolságának növeléséhez, nem pedig hosszú távú utazásokhoz. A 647 az i3 REx-be szerelt köbcentis motor lecsökkent a C650 azonos lökettérfogatú motorjához képest GT; a REx motor 25 kilowatt (34 hp; 34 PS) fejleszt és 55 newtonméter (41 lb⋅ft; 5,6 kg⋅m) 4300-nál Fordulatszám, ami megfelel az Euro-6 kibocsátási szabványoknak  az 44 kilowatt (59 hp; 60 PS) hez képest (7500 RPM) és 66 newtonméter (49 lb⋅ft; 6,7 kg⋅m) (6000-nél RPM) a C650 motorjához GT, amely megfelel a kevésbé szigorú Euro-4 kibocsátásnak.
A REx motor akkor működik, ha az akkumulátor kapacitása egy előre meghatározott szintre esik, és elektromos áramot termel a hatótáv növelése érdekében. A REx-szel felszerelt járműveken a jobb első sárvédőn található egy további üzemanyag-betöltő ajtó, amely lehetővé teszi a vezetők számára a 9 L (2,0 imp gal; 2,4 US gal) tank. Azonban a 2014–16-os modellév i3 REx járművek az Egyesült Államokban 7,2 L (1,6 imp gal; 1,9 US gal) üzemanyag-kapacitásra korlátozódnak. elektronikusan, az autó megnövelt hatótávolságú akkumulátoros elektromos járműként való besorolása szerint; a teljes kapacitással a benzinnel bővített hatótáv meghaladná a teljesen elektromos hatótávot, ami helyette konnektoros hibridnek minősítené az autót. Az európai REx modell hatótávolsága körülbelül 200 mérföld (320 km) . A korlátozott tartállyal rendelkező Egyesült Államokban az EPA ötciklusos tesztelése során az i3 REx teljes hatótávolsága 150 mérföld (240 km), amelynek körülbelül a fele [ 72 mi (116 km) ] teljesen elektromos. Az i3 egyesült államokbeli konfigurációjára alkalmazott korlátozások, amelyek más területekre nem vonatkoznak, 2016-ban csoportos pert indítottak.

### Belső és kezelőszervek
2012 júniusában bemutatták a BMW i3 koncepcióautó frissített változatát az első BMW i üzlet megnyitóján, amely a londoni Park Lane-en található. A frissített i3 koncepció egy új belső szín- és anyagkoncepcióból áll. Az üléshuzatok a felelősségteljes forrásból származó gyapjút és a természetes, olívaolaj-levél alapú szerrel cserzett bőrt kombinálják. A csaknem szimmetrikusan ívelt kötőjel kezelt eukaliptuszfával van kirakva, amely a BMW szerint fenntarthatóan kezelt európai erdőkből származik.
A sofőr tájékoztatása a 16,5 centiméter (6,5 in) szabadon álló műszercsoport és egy 22,3 centiméter (8,8 in) központi információs kijelző. A padkából származó első ülések az utasteret kettészelő középső alagutat helyettesítik, és a padlóra szerelt sebességváltó, fékkarok és a középkonzol sem hiányzik.
A BMW i3 két pedállal rendelkezik, mint minden automata sebességváltós autó. A gázpedál gáz- és motorfékként is működik. Amikor a vezető elengedi a pedált, a jármű mozgási energiáját a jármű hajtáslánca regenerálja az akkumulátor újratöltéséhez. Ennek az a hatása, hogy lelassítja az autót. Az akkumulátort ilyen módon újratöltő gázpedállal rendelkező, csak a hátsó kerekekre ható fékekből álló Mini E terepi tesztelése során a BMW rájött, hogy a sofőrök hajlamosak a motorfékre hagyatkozni: az autók 75%-a városi közlekedési területeken minden lassítási manővert fékpedál nélkül indítanak el. A BMW azt is elvárta, hogy az i3 ugyanazt az akkumulátort és hajtásláncot használja majd, mint amit a BMW ActiveE tesztjei során tesztelnek.

#### Üzemmódok

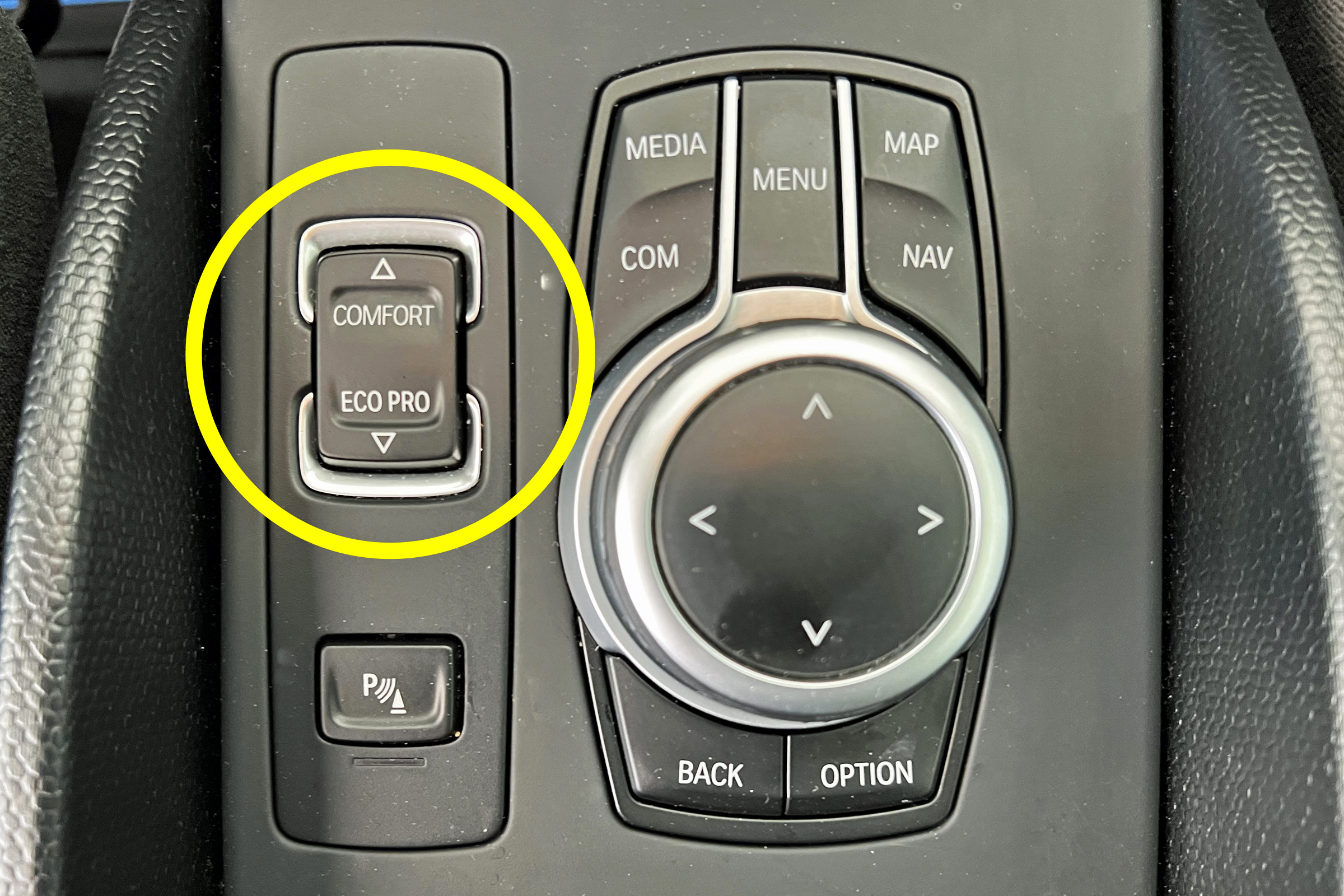
BMW i3 vezérlés a vezetési mód kiválasztásához: Comfort, Eco Pro vagy Eco Pro+

A BMW i3 segítségével a vezető három különböző vezetési módban választhatja ki az autó energiafogyasztását: Comfort, Eco Pro vagy Eco Pro+ mód. A standard Comfort módban az i3 80 és 100 mérföld (130 és 160 km) közötti hatótávolságot biztosít hétköznapi vezetési körülmények között, míg az i3 REx 160 és 180 mérföld (260 és 290 km) között teljesít. Az Eco Pro mód körülbelül 12%-kal növeli a hatótávolságot egy eltérő gázpedál-leképezés révén, amely kevesebb energiát használ. Eco Pro+ módban minden beállítás a lehető legnagyobb hatótávolság elérésére irányul, ami körülbelül 24%-kal növeli a hatótávolságot a Comfort módhoz képest. Ebben az üzemmódban a BMW i3 maximális sebessége 90 kilométer per óra (56 mph) re van korlátozva és az elektromos berendezések, például a fűtés és a légkondicionálás energiatakarékos üzemmódba kapcsolnak. A 2018-as modellévre bemutatott i3s SPORT vezetési móddal egészül ki.

### Biztonság
Az Európai Újautó-értékelési Program (Euro NCAP) az i3-at négycsillagos autóbiztonsági minősítéssel ítélte meg, ami az alábbi értékeléseket eredményezte minden kritérium tekintetében:Sablon:Euro NCAPA BMW i3 összesített értékelése alacsonyabb, mint a másik hat legkelendőbb plug-in elektromos jármű, a Volvo V60 Plug-in Hybrid, a Renault Zoe, a Nissan Leaf, a Mitsubishi Outlander P-HEV, a Chevrolet Volt és az Opel Ampera, amelyek mindegyike öt csillagra értékelték.

## Termelés
A BMW hatékony gyártási folyamatokat vezetett be, és újrahasznosított anyagokat használ az i3 környezetterhelésének csökkentése érdekében.
A BMW karbonszálakat gyárt, amelyek az i3 szénszál-erősítésű műanyag karosszériájának alapját képezik a washingtoni Moses Lake-ben épült, US$100 million új üzemben, Japánból szállított nyersanyag felhasználásával. Ezt a helyet azért választották ki, hogy kihasználják az Egyesült Államok régiójában rendelkezésre álló bőséges vízerőmű előnyeit, mivel a szénszál előállítása jelentős energiát igényel, és egyébként sok szén-dioxidot bocsátana ki. A szénszálat ezután a németországi Landshutba szállítják, ahol a szénszál-erősítésű műanyag alkatrészeket gyártják, és a jármű összeszerelő sor Lipcsében található.

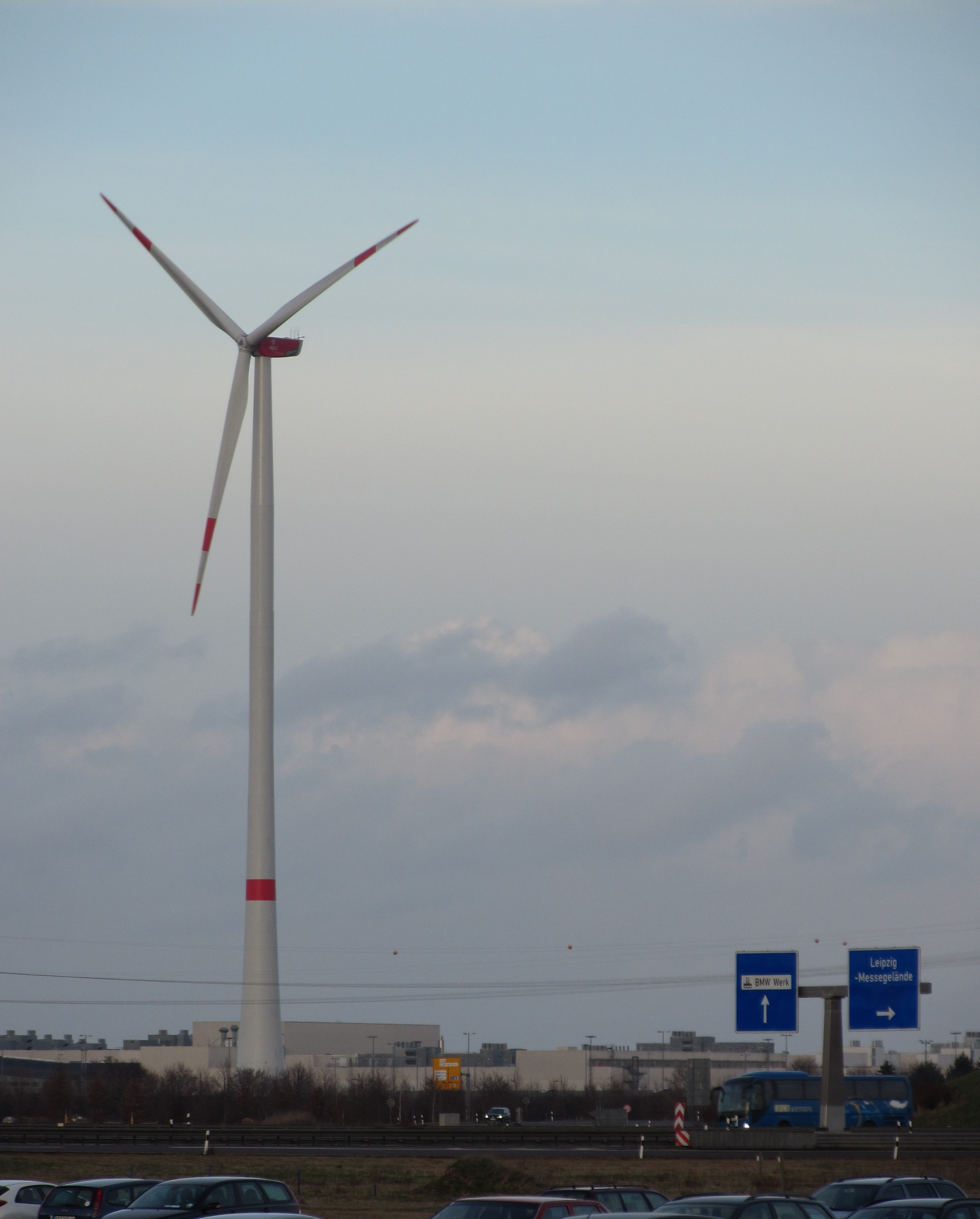
Helyszíni szélturbina generátor a BMW Werk Leipzignél

2010 novemberében a lipcsei üzemet átszerelték az elektromos járművek összeszerelő soraival kiegészítve, összesen Sablon:Euro euró ( Sablon:USD ) beruházással 2013-ig. Az üzem a BMW azon komplexumában található, amely már gyártja az 1-es sorozat változatait. Négy 2.5 A lipcsei MW Nordex szélturbinák 2013-ban kerültek üzembe, és kb1⁄5a gyár áramszükségletének  . A 2013. márciusi Genfi Autószalonon bemutatták a BMW i3 Coupe koncepcióváltozatát, amely a folyamatban lévő fejlesztés jelenlegi állását tükrözi. A sorozatgyártású járművet hivatalosan egyidejűleg mutatták be New Yorkban, Londonban és Pekingben 2013. július 29-én. A sorozatgyártás a lakossági ügyfelek számára 2013. szeptember 18-án kezdődött, és az első járművet a gyártósorról átadták a német maratoni futónak , Jan Fitschennek . Az autót vezető járműként használták a 2013-as berlini maratonon, szeptember 29-én.
2014 februárjában a BMW átlagosan 70 autót gyártott naponta, ami a tervezett gyártás körülbelül felét jelenti, a karbon alkatrészek magas hibaaránya miatt alacsonyabb termelés mellett. Az ellátási problémák megoldására ezt követően mintegy 100 millió eurós beruházást hajtottak végre a karbon alkatrészek gyártására. A BMW szerint akkoriban 11 000 rendelés volt, ebből 1200 amerikai vásárlóktól. A nagy kereslet és a lassú gyártási ütem hatására a szállítási várakozási idő 2014 szeptemberéig meghosszabbodott.
2017 októberében a BMW i3 gyártása valamivel több mint 120 autó volt naponta. 2017 októberének végére a lipcsei üzemben elkészült a 100.000. BMW i3. 2017-ben Lipcsében 700 használt i3-as járművekből származó akkumulátort "Storage Farm" néven kapcsoltak össze, lehetővé téve az autógyártó számára, hogy ellensúlyozza a szélenergia időszakos jellegét. A 200.000. i3 2020. október 15-én gördült le a lipcsei üzem gyártósoráról. A gyártás 2022 júliusában fejeződött be, összesen 250 000 darabbal. Az utolsó tíz példány a különleges BMW i3s HomeRun Edition volt.

## Marketing és értékesítés
A gyártás 2013. szeptember 18-án kezdődött. 2018 márciusáig a BMW i3 74 országban volt elérhető.
Az első i3-as kiszállítások Európában a lakossági ügyfelek számára a müncheni, 2013. november 15-i hivatalos piaci bevezetési ceremónián történtek. Az első kiszállításra egy kiskereskedelmi ügyfélnek az Egyesült Államokban 2014 májusában került sor. A piacán bevezetése, az Egyesült Államokban az árak 42 275 USD- tól kezdődtek a kormányzati ösztönzők előtt , a hatótávolság-bővítő opció pedig további 3 850 USD-t jelentett . Az árak Németországban 34 950 eurótól ( 46 400 USD ) indultak. Az Egyesült Királyságban az árak 30 680 GBP-tól (47 195 USD) kezdődtek a vonatkozó állami támogatás előtt.
Megjelenése után a BMW, mint sok más konnektoros elektromos autógyártó akkoriban, gyenge fogadtatással szembesült elektromos autóinak kínálatában. A BMW várhatóan legalább évi 30 000 darabot ad el 2014-től. A globális eladások 2014 szeptemberében átlépték a 10 000 darabot, 2015 májusában a 25 000 darabot az 50 000 egységnyi mérföldkövet pedig 2016 júliusában érték el. Az összesített globális értékesítés 2019 közepére elérte a 150 000 darabot.

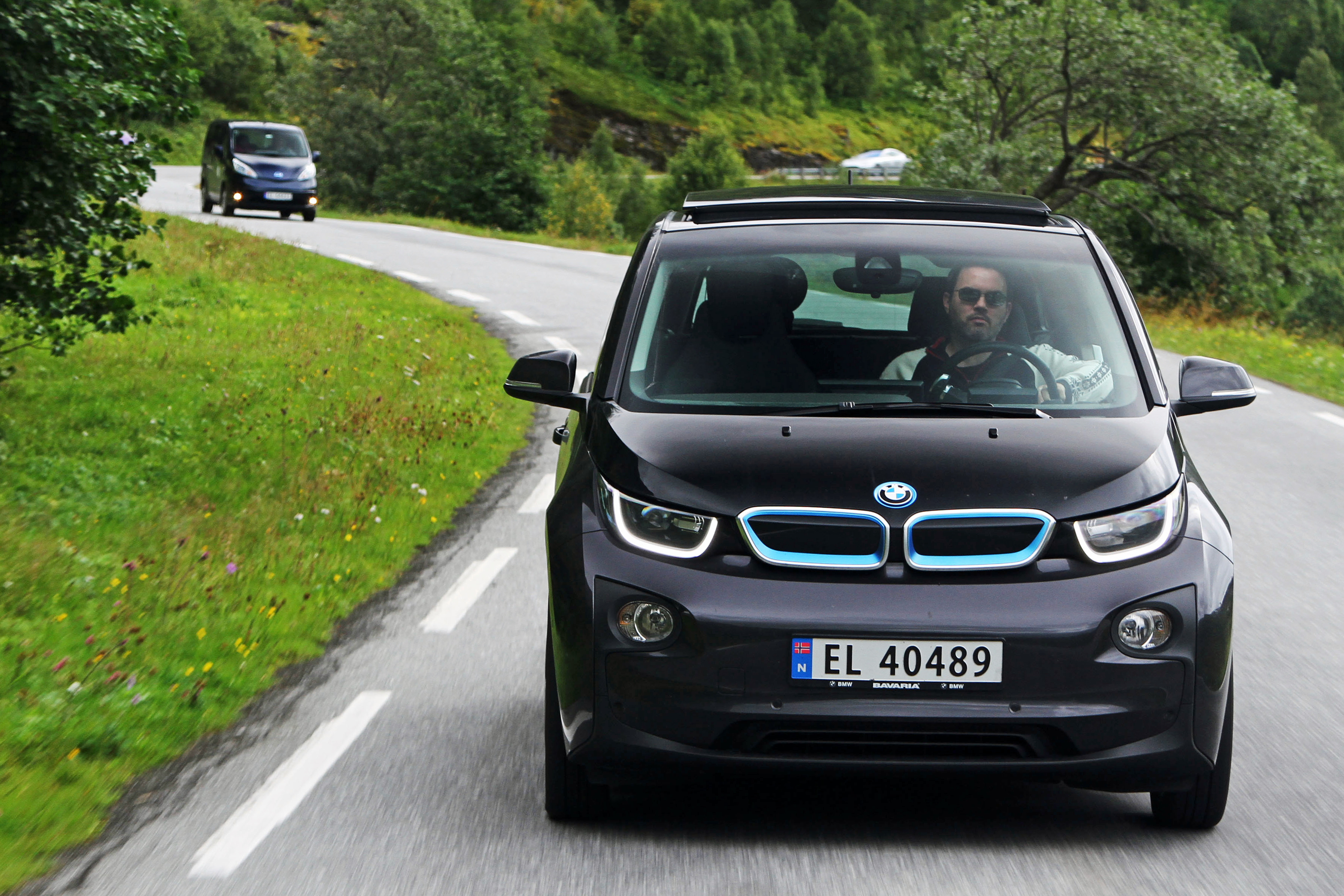
Norvégiában a legnagyobb az egy főre jutó BMW i3 piaci penetráció a világon

Az i3 a Nissan Leaf és a Tesla Model S után 2016-ban a világ harmadik legjobban fogyó, teljesen elektromos autója volt, megalakulása óta több mint 65 000 darabot adtak el világszerte. Az i3 a harmadik helyen végzett a világszerte eladott teljesen elektromos autók között, 2014 és 2016 között három egymást követő évben.
2021 végére az i3 eladásai a kezdetek óta több mint 220 000 darabot tettek ki világszerte. 2021 decemberében Németország volt az i3 legkelendőbb ország piaca 47 536 eladott egységgel, amelyet az Egyesült Államok követ 45 098 egységgel. Norvégia szintén vezető piac, 2022 januárjáig 28 605 új egységet regisztráltak. A norvég piacon a világ legmagasabb az egy főre jutó i3 penetráció. 2016 novemberében a BMW i3 vezette a havi új személygépkocsi-eladásokat Norvégiában. Az egyesült államokbeli értékesítés 2021 júliusában ért véget. A globális értékesítések összesen 250 000 darabot tettek ki 2022 végére.

## Recepció
A BMW i3 elnyerte a Genfi Autószalon Az Év Autótervezése díjat 2013-ra a gyártási kategóriában; iF Product Design Arany Díj a „fenntarthatóság beépítéséért a belső és külső dizájn minden aspektusába”; a 2014-es World Green Car of the Year; a 2014-es World Car Design of the Year, UK Car of the Year 2014, az Egyesült Királyság 2014-es legjobb szupermini díja és a Green Car Journal 2015- ös Év Green Car Award díja.
Ausztráliában a BMW i3 kapta a Wheels Magazine által 2014-ben az Év Wheels Car of the Year díjat . Dél-Afrikában az i3 megkapta az „Év dizájnja”  és „Az év játékváltója”  2016-ban a cars.co.za autóipari weboldalon.
A 2017-es New York-i Nemzetközi Autószalonon a 94 Az Ah i3-at választották a „Világ Városi Év Autója” díjat.

## Fordítás
Ez a szócikk részben vagy egészben  a   BMW i3 című angol Wikipédia-szócikk ezen változatának fordításán alapul.  Az eredeti cikk szerkesztőit annak laptörténete sorolja fel. Ez a jelzés csupán a megfogalmazás eredetét és a szerzői jogokat jelzi, nem szolgál a cikkben szereplő információk forrásmegjelöléseként.